# Kostverloren (Delfzijl)

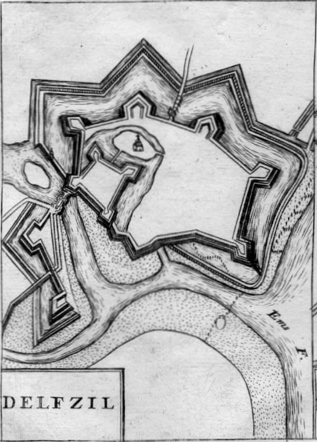
Delfzijl in 1706, met linksonder het hoornwerk Kostverloren.

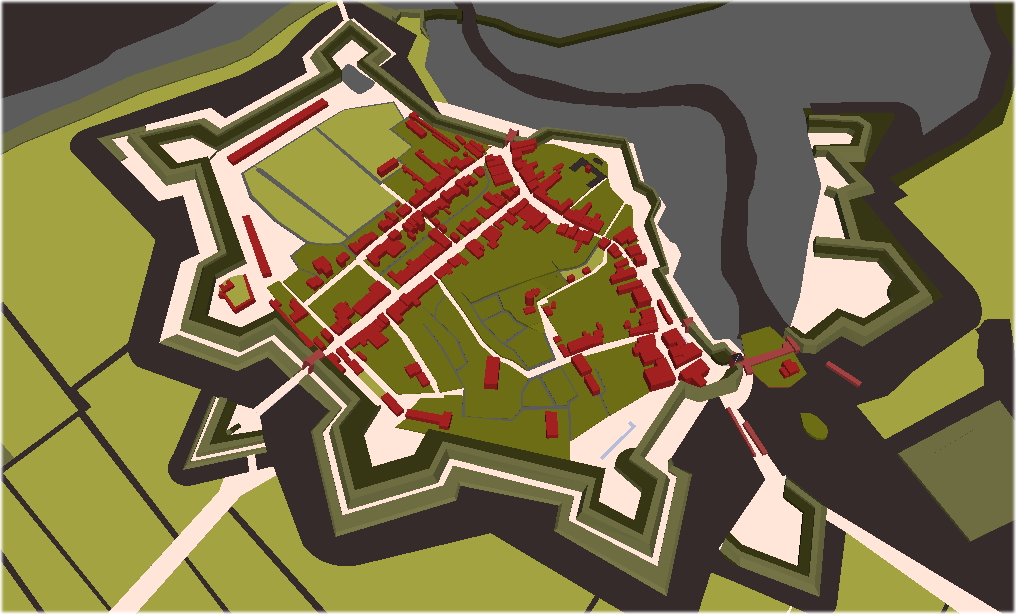
Reconstructie van de vesting Delfzijl in 1814, waarin rechtsboven het uitgebreide Kostverloren gesitueerd is.

Kostverloren is het hoornwerk dat aangelegd is om de vesting Delfzijl te beschermen tegen aanvallen uit de richting Farmsum. Tussen Kostverloren en het centrum van Delfzijl lagen de sluizen, waar Delfzijl zijn naam aan dankt. De naam komt al voor in 1647.

## Militaire rol en naamsverklaring
Tijdens de Franse tijd in Nederland had Kostverloren een belangrijke functie in de verdediging van Delfzijl. Omdat de Fransen Delfzijl extra wilden versterken is het hoornwerk uitgebreid. Tijdens het beleg van Delfzijl (1813-1814), dat een einde maakte aan de Franse tijd, kwam de versterking goed van pas; de belegeraars oefenden grote druk op deze flank uit.
De naam "Kostverloren" kan verklaard worden door zijn militaire functie: als dit gedeelte van de vesting veroverd was, dan was de cost (de slag) verloren.

## Kostverloren na de vestingtijd
Nadat de vesting zijn functie verloor was er op Kostverloren een scheepswerf gesitueerd. De scheepswerf stond bekend als de 'Buitenwerf'. In dezelfde periode, zo rond 1850, kwamen ook de eerste huizen op Kostverloren. Aanvankelijk hoorden deze huizen bij Delfzijl, later zou het gebied tot Farmsum behoren. Bij het uitdiepen van de haven van Delfzijl is het hoornwerk grotendeels afgegraven. De wijk Kroonstad ligt voor een deel op het niet afgegraven gedeelte van het hoornwerk. Het Eemsmondgebouw bevindt zich hier.